# Zach Wells
Zachary Stephen Wells (* 26. Februar 1981 in Costa Mesa, Kalifornien) ist ein ehemaliger US-amerikanischer Fußballspieler. Er spielt auf der Position des Torhüters.

## Laufbahn
Wells studierte an der UCLA, in deren Mannschaft er 1999 bis 2003 stand. Beim 2004 MLS SuperDraft wurde er in der dritten Runde von den MetroStars als Erster gezogen. Als Ersatzmann hinter Nationaltorhüter Jonny Walker kam er in der ersten Spielzeit nur zwei Mal zum Einsatz. Nachdem Walker sich 2005 einer Operation unterziehen musste, erkämpfte sich Wells den Stammplatz im Tor. Als jedoch der bis dato vertragslose Tony Meola im Sommer 2005 verpflichtet wurde, musste Wells wieder auf die Ersatzbank. Daher wechselte er 2006 zu Houston Dynamo.
Wells bestritt sein bisher einziges Länderspiel für die US-Auswahl am 19. Februar 2006 gegen Guatemala. Er gehört auch 2007 dem über 70 Spieler umfassenden erweiterten Aufgebot der Nationalmannschaft an.
| Personendaten    | Personendaten                     |
| ---------------- | --------------------------------- |
| NAME             | Wells, Zach                       |
| ALTERNATIVNAMEN  | Wells, Zachary Stephen            |
| KURZBESCHREIBUNG | US-amerikanischer Fußballtorhüter |
| GEBURTSDATUM     | 26. Februar 1981                  |
| GEBURTSORT       | Costa Mesa, Kalifornien           |